# 궁금한 이야기 Y
《궁금한 이야기 Y》는 매주 금요일 밤 8시 50분에 방송되는 SBS TV의 교양 프로그램이다.

## 기획 의도
시청자들이 가장 궁금해하는 뉴스 속의 화제, 인물을 카메라에 담아 이야기의 이면에 숨어있는 'WHY'를 흥미진진하게 풀어주는 프로그램.

## 궁금한 이야기 Y와천일야사의 차이점
궁금한 이야기 Y의 경우는 시청자들이 궁금해하던 뉴스 속의 이야기를 VJ카메라에 담아서 사건들을 해석하며, 반면 천일야사의 경우는 역사 속의 이야기에 대해 정확한 정보를 해석한다.

## 방송 시간
| 방송 채널 | 방송 기간                         | 방송 시간                        | 방송 시간                        | 비고               |
| SBS TV    |                                   |                                  |                                  |                    |
| --------- | --------------------------------- | -------------------------------- | -------------------------------- | ------------------ |
| SBS TV    | 2009년 10월 9일 ~ 2013년 2월 22일 | 매주 금요일 저녁 8:50 ~ 밤 9:55  | 매주 금요일 저녁 8:50 ~ 밤 9:55  | 정규 편성          |
| SBS TV    | 2013년 3월 1일 ~ 2019년 3월 29일  | 매주 금요일 저녁 8:55 ~ 밤 10:00 | 매주 금요일 저녁 8:55 ~ 밤 10:00 | 정규 편성          |
| SBS TV    | 2019년 4월 5일 ~ 2020년 9월 18일  | 1부                              | 매주 금요일 저녁 8:55 ~ 밤 9:30  | 분리 편성 (1, 2부) |
| SBS TV    | 2019년 4월 5일 ~ 2020년 9월 18일  | 2부                              | 매주 금요일 밤 9:30 ~ 10:00      | 분리 편성 (1, 2부) |
| SBS TV    | 2020년 9월 25일 ~ 2021년 6월 25일 | 1부                              | 매주 금요일 밤 9:00 ~ 9:30       | 분리 편성 (1, 2부) |
| SBS TV    | 2020년 9월 25일 ~ 2021년 6월 25일 | 2부                              | 매주 금요일 밤 9:30 ~ 10:00      | 분리 편성 (1, 2부) |
| SBS TV    | 2021년 7월 2일 ~ 2025년 2월 21일  | 매주 금요일 밤 9:00 ~ 10:00      | 매주 금요일 밤 9:00 ~ 10:00      | 통합 편성          |
| SBS TV    | 2025년 2월 28일 ~ 현재            | 매주 금요일 밤 8:50 ~ 9:50       | 매주 금요일 밤 8:50 ~ 9:50       | 통합 편성          |

## 스토리텔러
| 역대기수 | 남자 진행자 | 여자 진행자 | 진행 기간                         | 비고 |
| -------- | ----------- | ----------- | --------------------------------- | ---- |
| 1기      | 김C         | 허수경      | 2009년 10월 9일 ~ 2010년 9월 10일 |      |
| 2기      | 김석훈      | 허수경      | 2010년 9월 17일 ~ 2016년 2월 12일 |      |
| 3기      | 김석훈      | 박선영      | 2016년 2월 19일 ~ 2020년 1월 31일 |      |
| 4기      | 김석훈      | 김민형      | 2020년 2월 7일 ~ 2020년 10월 30일 |      |
| 5기      | 김석훈      | 정미선      | 2020년 11월 6일 ~ 현재            |      |

## 네트워크 방송사
| 방송 권역        | 방송사                |
| ---------------- | --------------------- |
| 수도권           | SBS (프로그램 제작국) |
| 부산/경남권      | KNN                   |
| 울산권           | ubc                   |
| 대구/경북권      | TBC                   |
| 광주/전남권      | kbc                   |
| 대전/충남/세종권 | TJB                   |
| 충북권           | CJB                   |
| 전북권           | JTV                   |
| 강원권           | G1                    |
| 제주권           | JIBS                  |

## 타이틀 변천사
- 현재 타이틀은 2011년 6월 24일부터 기준으로 한다.

| 역대 | 타이틀명                    | 방송 기간                         |
| ---- | --------------------------- | --------------------------------- |
| 1대  | 당신이 궁금한 이야기 - 큐브 | 2009년 10월 9일 ~ 2010년 6월 25일 |
| 2대  | 당신이 궁금한 이야기        | 2010년 7월 2일 ~ 2011년 6월 17일  |
| 3대  | 궁금한 이야기 Y             | 2011년 6월 24일 ~ 현재            |

## 수상 경력 및 후보
- 2013년 제40회 한국방송대상 TV교양정보부문 작품상
- 2016년 제43회 한국방송대상 진행자상 (김석훈)
- 2017년 SBS 연예대상 교양 다큐 부문 최우수 MC상 (김석훈)
- 2019년 SBS 연예대상 베스트 팀워크상 후보
- 2019년 SBS 연예대상 베스트 커플상 후보 (김석훈, 박선영)
- 2019년 SBS 연예대상 최우수상 쇼ㆍ버라이어티 남자부문 후보 (김석훈)
- 2019년 SBS 연예대상 최우수상 쇼ㆍ버라이어티 여자부문 후보 (박선영)
- 2020년 SBS 연예대상 신인상 여자부문 후보 (김민형, 정미선)
- 2020년 SBS 연예대상 최우수상 쇼ㆍ버라이어티 남자부문 후보 (김석훈)
- 2020년 SBS 연예대상 최우수 프로그램상 후보
- 2020년 SBS 연예대상 대상 후보 (김석훈)[2]

## 동일 소재 프로그램
- KBS 뉴스특보 (KBS 보도본부 제작)
- 해피선데이 (KBS 예능본부 제작)
- 감성다큐 미지수 (KBS 2TV)
- 과학다큐 비욘드, 자이언트 펭TV (EBS 1TV)
- 히어로 써클 (EBS·스튜디오 티앤티 공동 제작)
- MBC 뉴스특보 (MBC 보도본부 제작)
- 실화탐사대 (MBC TV)
- SBS 뉴스특보, 그것이 알고싶다, 신발 벗고 돌싱포맨, SBS 뉴스 이슈진단 (SBS TV)
- MBN 뉴스특보 (MBN)
- 이것은 실화다 (TV조선)
- 천일야사, 채널A 뉴스특보 (채널A)
- YTN 뉴스특보 (YTN)
- 연합뉴스TV 뉴스특보 (연합뉴스TV)
- 아르곤 (tvN)
- 진격의 언니들 (채널S)
- 지금은 라디오 시대, 손에 잡히는 경제, 배순탁의 B side, 문화야 놀자, 출발 주말세상 차미연입니다, 모두의 퀴즈생활 서유리입니다, 주말엔 나비인가봐, 마음연구소 (MBC 표준FM)
- 라디오 고해소 비밀번호 1053 (cpbc FM)

## 특이 사항
- 2021년 4월 5일 자로 2021년 SBS TV의 봄 개편으로 인해 중간광고 시간을 90초에서 120초로 확대되었다.
- 2021년 7월 1일 자로 지상파·종편의 중간광고 허용으로 인해 60초로 변경되었다.